# Hans Schlothfeldt
Hans Friedrich Schlothfeldt (* 26. Februar 1890 in Fockbek; † 8. Juli 1966 in Rendsburg) war ein deutscher Ingenieur und Heimatforscher.

## Leben und Wirken
Hans Schlothfeldt war ein Sohn von Carsten Schlothfeldt (* 12. Juni 1851 in Fockbek; † 11. September 1923 ebenda) und dessen Ehefrau Maria Chathrina, geborene Könke (* 3. August 1858 in Fockbek; † 9. Februar 1963 in Rendsburg). Er besuchte die Volksschule seines Heimatortes und erhielt ab 1905 eine Ausbildung zum Modelleur und Zeichner in der Büdelsdorfer Carlshütte. Hier wurde er 1919 Betriebsleiter und Oberingenieur in der seinerzeit größten norddeutschen Eisengießerei. Obwohl er autodidaktisch arbeitete, galt er als sehr anerkannt. Er arbeitete hier bis 1953 und galt auch danach als gefragter Ratgeber.
Schlothfeldt übernahm wichtige Ehrenämter in Verbänden der Gießereien. Er übernahm viele Jahre den Vorsitz der Nordwestdeutschen Sektion im Verein Deutscher Gießereifachleute. Er beteiligte sich an der Arbeit des Technischen Ausschusses der Wirtschaftsvereinigung Gießerei und des Normenausschusses des Gießereiwesens. Von 1948 bis 1951 gehörte er als Ratsherr der Ratsversammlung von Rendsburg an.
Bekannt machten Schlothfeldt seine Tätigkeiten als Heimatforscher. Von 1947 bis Lebensende hatte er den Vorsitz des Rendsburger Museumsvereins inne und leitete dessen Museum. Als bekannte Person des Kreises Rendsburg konnte er dessen Bestände signifikant vergrößern. Er inventarisierte zahlreiche Stücke der Ausstellung und katalogisierte sie. Er hatte entscheidenden Anteil an der Herausgabe der Rendsburger Jahrbücher, deren Redaktion er selbst übernahm. Als Autor schrieb er selbst 19 heimatgeschichtliche Artikel. Außerdem gehörte er viele Jahre dem Vorstand des Rendsburger Ortsvereins des Schleswig-Holsteinischen Heimatbundes an.
Schlothfeldt schrieb zwei bedeutende Publikationen. Er untersuchte mehrere Jahrzehnte lang Quellen über seinen Geburtsort Fockbek und veröffentlichte darauf basierend 1962 „Die Chronik von Fockbeck“, die sorgsam selektierte Fakten sowie Daten zu Familien und Höfen umfasste. Darüber hinaus beschäftigte er sich mit Wappenkunde. 1964 schrieb er über „Schleswig-Holsteinische Kreis- und Ortswappen“ und fand damit die Beachtung von Historikern.
Schlothfeldt initiierte das Eisenkunstgußmuseum der Ahlmann-Carlhütte. Seit den 1920er Jahren hatte er Exponate gesammelt, die den Grundstock der Ausstellung bildeten.
1955 erhielt Schlothfeldt das Bundesverdienstkreuz, 1960 die Freiherr-vom-Stein-Plakette verliehen.

## Familie
Am 26. August 1915 heiratete Schlothfeldt in Rendsburg Anna Christine Laß (* 9. November 1891 in Forsbek; † 9. Februar 1963 in Rendsburg). Das Ehepaar hatte zwei Töchter.